# Jamajka na letních olympijských hrách
Jamajka na letních olympijských hrách startuje od roku 1948. Toto je přehled účastí, medailového zisku a vlajkonošů na dané sportovní události.

## Účast na Letních olympijských hrách
| Dějiště LOH            | LOH      | Vlajkonoš                                                         | Zlatá medaile | Stříbrná medaile | Bronzová medaile | Celkem |
| ---------------------- | -------- | ----------------------------------------------------------------- | ------------- | ---------------- | ---------------- | ------ |
| 1948 Londýn            | LOH 1948 | nebyl                                                             | 1             | 2                |                  | 3      |
| 1952 Helsinky          | LOH 1952 | Arthur Wint                                                       | 2             | 3                |                  | 5      |
| 1956 Melbourne         | LOH 1956 | nebyl                                                             |               |                  |                  | 0      |
| 1960 Řím               | 1960     |                                                                   |               |                  |                  | Ne     |
| 1964 Tokio             | LOH 1964 | nebyl                                                             |               |                  |                  | 0      |
| 1968 Ciudad de México  | LOH 1968 | nebyl                                                             |               | 1                |                  | 1      |
| 1972 Mnichov           | LOH 1972 | Lennox Miller                                                     |               |                  | 1                | 1      |
| 1976 Montréal          | LOH 1976 | nebyl                                                             | 1             | 1                |                  | 2      |
| 1980 Moskva            | LOH 1980 | nebyl                                                             |               |                  | 3                | 3      |
| 1984 Los Angeles       | LOH 1984 | Bert Cameron                                                      |               | 1                | 2                | 3      |
| 1988 Soul              | LOH 1988 | Merlene Otteyová                                                  |               | 2                |                  | 2      |
| 1992 Barcelona         | LOH 1992 | Merlene Otteyová                                                  |               | 3                | 1                | 4      |
| 1996 Atlanta           | LOH 1996 | Juliet Cuthbertová                                                | 1             | 3                | 2                | 6      |
| 2000 Sydney            | LOH 2000 | Deon Hemmingsová                                                  |               | 6                | 3                | 9      |
| 2004 Athény            | LOH 2004 | Sandie Richardsová                                                | 2             | 1                | 2                | 5      |
| 2008 Peking            | LOH 2008 | Veronica Campbell                                                 | 6             | 3                | 2                | 11     |
| 2012 Londýn            | LOH 2012 | Usain Bolt                                                        | 4             | 4                | 4                | 12     |
| 2016 Rio de Janeiro    | LOH 2016 | Shelly-Ann Fraserová-Pryceová (zahájení) Javon Francis (ukončení) | 6             | 3                | 2                | 11     |
| 2020 Tokio             | LOH 2020 | Shelly-Ann Fraserová-Pryceová Ricardo Brown                       | 4             | 1                | 4                | 9      |
| 2024 Paříž             | LOH 2024 |                                                                   |               |                  |                  | x      |
| Celkem                 | 18       |                                                                   | 26            | 36               | 25               | 87     |
| Zdroj na Olympedia.org |          |                                                                   |               |                  |                  |        |